# Jost Karl Pfannstiel
Jost Karl Pfannstiel (auch Carl) (* 14. September 1816 in Hopfgarten; † 31. Oktober 1896 in Hainbach) war ein hessischer Ökonom und Politiker (NLP) und Abgeordneter der 2. Kammer der Landstände des Großherzogtums Hessen.
Jost Karl Pfannstiel war der Sohn des Revierförsters Ernst Christian Ludwig Pfannstiel (1777–1854) und dessen Ehefrau Marianna Catharine Wilhelmine, geborene Beck (1788–1848). Pfannstiel, der evangelischen Glaubens war, war Ökonom in Hainbach und heiratete 4. August 1842 dort Dorothee geborene Lutz (1821–1889).
Von 1872 bis 1896 gehörte er der Zweiten Kammer der Landstände an. Er wurde für den Wahlbezirk Oberhessen 7/Homberg gewählt. Er war Bürgermeister in Hainbach.